# Okręg wyborczy Skipton and Ripon
Okręg wyborczy Doncaster North powstał w 1983 roku i wysyła do brytyjskiej Izby Gmin jednego deputowanego. Obejmuje całość dystryktu Craven oraz zachodnią część dystryktu Harrogate.

## Deputowani do brytyjskiej Izby Gmin z okręgu Skipton and Ripon[2]
- 1983–1987: John Watson, Partia Konserwatywna
- 1987–2010: David Curry, Partia Konserwatywna
- 2010– : Julian Smith, Partia Konserwatywna